# Sericochroa arecosa
Sericochroa arecosa är en fjärilsart som beskrevs av Druce 1898. Sericochroa arecosa ingår i släktet Sericochroa och familjen tandspinnare. Inga underarter finns listade i Catalogue of Life.